# Xyris lacerata
Xyris lacerata är en gräsväxtart som beskrevs av Johann Baptist Emanuel Pohl och Moritz August Seubert. Xyris lacerata ingår i släktet Xyris och familjen Xyridaceae. Inga underarter finns listade i Catalogue of Life.